# Oamaruia deleta
Oamaruia deleta är en snäckart som beskrevs av Harold John Finlay 1930. Oamaruia deleta ingår i släktet Oamaruia och familjen Cancellariidae. Inga underarter finns listade i Catalogue of Life.